# تاكسنة
تاكسنة هي إحدى بلديات دائرة تاكسنة ولاية جيجل، تمتاز بجبالها الخلابة والجميلة التي تكتسي شتاء بالثلوج مما يجعل منظرها رائع جداً لكنها عانت كثيراً من ويلات الإرهاب مما اضطر معظم سكانها للهجرة منها وهذا انعكس سلباً على واقع التنمية في البلدية إذ أن مستواها غير كافي مقارنة بالإمكانات السياحية الهائلة التي تمتلكها حيث تعتبر جنة فوق الأرض وتشتهر تاكسنة بإنتاج زيت الزيتون العالي الجودة إضافة إلى الأشجار المثمرة الأخرى كالتفاح والإجاص والعنب...إضافة إلى وجود مياه معدنية طيبة الطعم مثل عين حناشة..سيدي يعقوب..